# Lucio Papirio Mugilano (tribuno consular 382 a. C.)
Lucio Papirio Mugilano  fue un político y militar romano del siglo IV a. C. perteneciente a la gens Papiria.

## Familia
Mugilano fue miembro de los Papirios Mugilanos, una de las antiguas familias patricias de la gens Papiria. Fue hijo de Lucio Papirio Mugilano.

## Carrera pública
Obtuvo el tribunado consular en tres ocasiones. La primera vez, en el año 382 a. C., estuvo encargado con su colega Espurio Papirio Craso de la guerra contra los velitrenses, a los que derrotaron, aunque decidieron no tomar la ciudad. Dos años después fue reelegido para el cargo, cuando tuvieron que dimitir dos sucesivos colegios de censores: el primero por la muerte de uno de sus miembros; el segundo por un defecto de forma. El Senado decidió no elegir un tercer colegio. Los tribunos de la plebe vieron en ello un motivo para incitar al pueblo a la sedición y obstaculizaron la leva de tropas. En el año 376 a. C. fue elegido tribuno consular por tercera vez.
Pudo ser uno de los censores del año 389 a. C., aunque este cargo es dudoso.